# Pterolophia nigrobiarcuata
Pterolophia nigrobiarcuata är en skalbaggsart som beskrevs av Stefan von Breuning 1938. Pterolophia nigrobiarcuata ingår i släktet Pterolophia och familjen långhorningar. Inga underarter finns listade i Catalogue of Life.